# (3048) Guangzhou
(3048) Guangzhou ist ein Asteroid des Hauptgürtels, der am 8. Oktober 1964 am Purple-Mountain-Observatorium in Nanjing entdeckt wurde. 
Benannt ist der Asteroid nach der chinesischen Großstadt Guangzhou.